# Brejinho de Nazaré
Brejinho de Nazaré – miasto i gmina w Brazylii, w stanie Tocantins. Znajduje się w mezoregionie Ocidental do Tocantins i mikroregionie Gurupi, 110 km od stolicy stanu Palmas.